# Fátyol Károly
Fátyol Károly (Nagykároly, 1830 v. 1834 – Nagykároly, 1888. november 11.) cigány származású magyar zenész, gordonkaművész.

## Élete és munkássága
1830-ban vagy 1834-ben született Nagykárolyban. Később kisbőgősként nyolc évig Bunkó Antal bandájának volt a tagja. Ekkor fedezte fel tehetségét Ujfalussy György zeneművész. Itt a bandával együtt részt vett a szabadságharcban.
1857-től a Nemzeti Színházban játszott, majd 1858-ban Simonffy Kálmánt segítette országos hangversenykörútján. Idősebb korában Rudolf trónörökös kedvenc cigánymuzsikusai közé tartozott. Zenészkortársai, így Mosonyi Mihály és Ábrányi Kornél is nagy elismerésben részesítették.
Mert Fátyol Károly, ki korunk legeredetibb magyar zenészei egyikének mondható, és technikai tekintetben is versenyezhetne bármellyik virtuózzal, nem abban keresi művészetének fényoldalát, hogy mesterkélt és előadási nehézségekkel egybekötött darabokkal hasson, de használja a legkerekebb formát, az igazi magyar jellemhez illő tiszta, átlátszó előadást, mellyben nyugodni látszik a belévetett zenei eszme, a magára hagyott költői szépség, mint kristályviz fenekén a fényes tárgy.